# Зал славы ФИБА

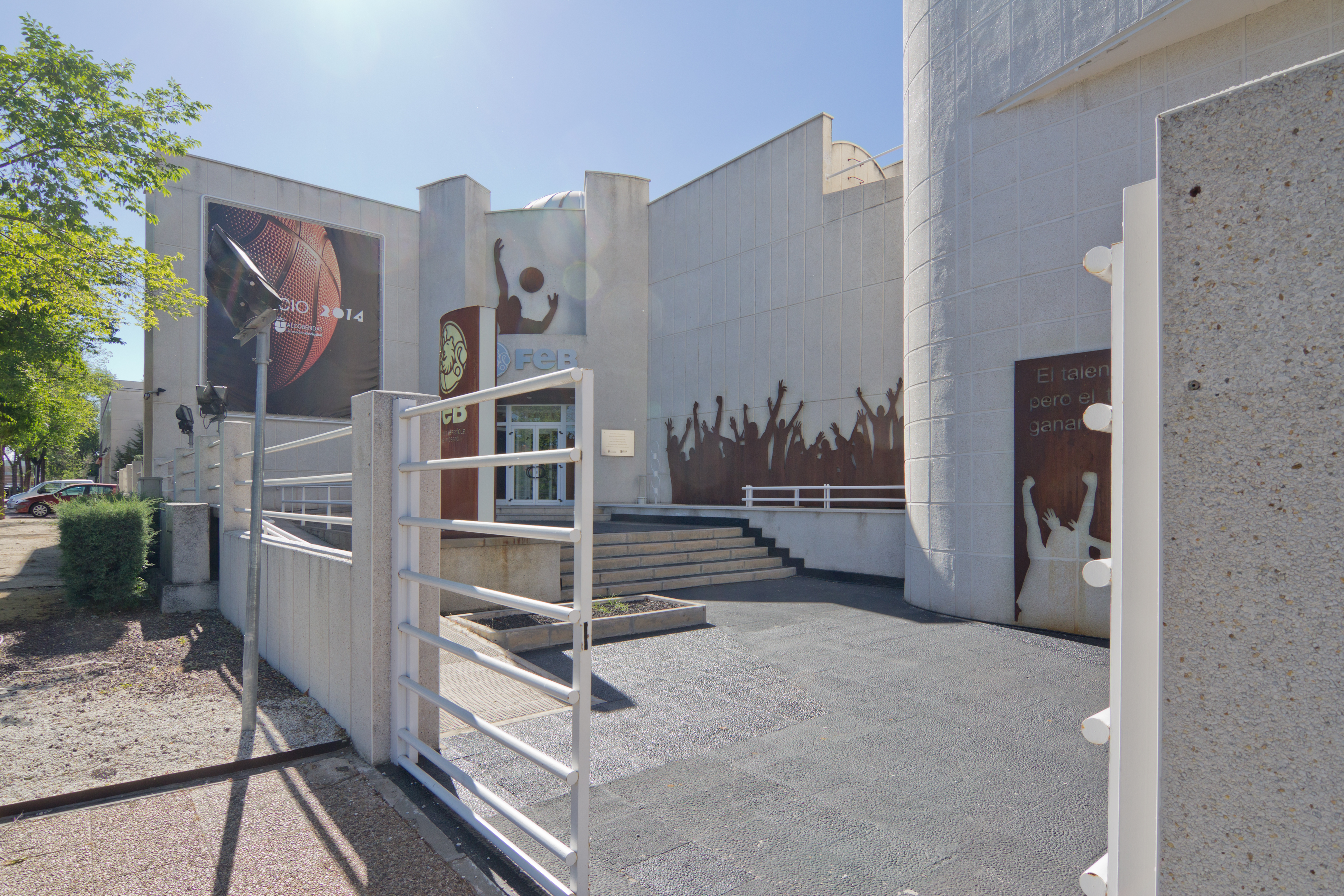
Зал славы ФИБА

Зал славы Международной федерации баскетбола (ФИБА) был открыт в 2007 году в испанском городе Алькобендас. Основной задачей Зала славы является увековечивание истории международного баскетбола и всех, кто оказал на него значительное влияние. В настоящее время в Зал славы включаются четыре категории людей: игроки, тренеры, судьи и чиновники. Принятие новых членов осуществляется раз в два года.
Идея создания первого баскетбольного музея за пределами США пришла известному испанскому тренеру Педро Феррандису в 1991 году, в 1999 году проект создания Зала славы ФИБА был официально подтверждён руководством этой организации. Церемония открытия Зала славы состоялась в 2007 году и была приурочена к 75-летию ФИБА. Здание музея имеет четыре этажа и занимает площадь 2000 квадратных метров.

## Список включённых в Зал славы

### Игроки
- Александр Белов (2007)
- Сергей Белов (2007)
- Ваня Войнова (2007)
- Никос Галис (2007)
- Дражен Далипагич (2007)
- Иво Данеу (2007)
- Мирза Делибашич (2007)
- Радивой Корач (2007)
- Теофило Крус (2007)
- Гортензия Маркари (2007)
- Фернандо Мартин (2007)
- Пьерлуиджи Марцорати (2007)
- Энн Мейерс (2007)
- Амаури Пазос (2007)
- Дражен Петрович (2007)
- Билл Расселл (2007)
- Эмилиано Родригес (2007)
- Лилиана Ронкетти (2007)
- Ульяна Семёнова (2007)
- Оскар Фурлонг (2007)
- Крешимир Чосич (2007)
- Рикардо Гонсалес (2009)
- Убиратан Перейра (2009)
- Оскар Робертсон (2009)
- Джеки Шазалон (2009)
- Владе Дивац (2010)
- Наталья Засульская (2010)
- Драган Кичанович (2010)
- Дино Менегин (2010)
- Шерил Миллер (2010)
- Арвидас Сабонис (2010)
- Оскар Шмидт (2010)
- Эндрю Гейз (2013)
- Паула Гонсалвес (2013)
- Жан-Жак Консейсан (2013)
- Дэвид Робинсон (2013)
- Зоран Славнич (2013)
- Тереза Эдвардс (2013)
- Майкл Джордан (2015)
- Энн Донован (2015)
- Шарунас Марчюлёнис (2015)
- Антуан Ригодо (2015)
- Владимир Ткаченко (2015)
- Руперто Эррера Табио (2015)
- Хаким Оладжьювон (2016)
- Мануэль Рага (2016)
- Хуан Антонио Сан-Эпифанио (2016)
- Мишель Тиммс (2016)
- Панайотис Фасулас (2016)
- Мики Беркович (2017)
- Валдис Валтерс (2017)
- Перо Камерон (2017)
- Тони Кукоч (2017)
- Разия Муянович (2017)
- Шакил О’Нил (2017)
- Жанет Аркейн (2019)
- Мохсен Медхат Варда (2019)
- Атанас Голомеев (2019)
- Марго Дыдек (2019)
- Иржи Зидек (2019)
- Алонзо Моурнинг (2019)
- Фабрисио Оберто (2019)
- Хосе Ортис (2019)
- Александр Волков (2020)
- Юрий Здовц (2020)
- Мечислав Лопатка (2020)
- Агнеш Немет (2020)
- Стив Нэш (2020)
- Модестас Паулаускас (2020)
- Кэнъити Сако (2020)
- Пак Синджа (2020)
- Изабелла Фиалковски (2020)
- Станислав Кропилак (2021)
- Оскар Моглия (2021)
- Пенка Стоянова (2021)
- Сергей Тараканов (2021)
- Матье Фай (2021)
- Хана Хоракова (2021)
- Хайся Ченг (2021)
- Детлеф Шремпф (2021)
- Панайотис Яннакис (2021)
- Лиза Лесли (2022)
- Робин Мар (2022)
- Маме Мати Мбенге (2022)
- Катарина Поллини (2022)
- Юргита Штреймиките-Вирбицкене (2022)
- Амайя Вальдеморо (2023)
- Анжелу Викториану (2023)
- Карлос Лойсага (2023)
- Катрина Макклейн (2023)
- Вламир Маркес (2023)
- Юко Ога (2023)
- Зураб Саканделидзе (2023)
- Пенни Тейлор (2023)
- Сонни Хендраван (2023)
- Яо Мин (2023)
- Реджи Миллер (2024)
- Мяо Лицзе (2024)
- Данира Накич (2024)
- Кирк Пенни (2024)
- Ромэйн Сато (2024)
- Скайдрите Смилдзиня-Будовска (2024)
- Предраг Стоякович (2024)
- Альфонс Биле (2025)
- Эндрю Богут (2025)
- Леонор Борель (2025)
- Пау Газоль (2025)
- Тиша Пенишейру (2025)
- Ратко Радованович (2025)
- Дон Стэйли (2025)

### Тренеры
- Генри Айба (2007)
- Лидия Алексеева (2007)
- Александр Гомельский (2007)
- Антонио Диас-Мигель (2007)
- Ранко Жеравица (2007)
- Владимир Кондрашин (2007)
- Александр Николич (2007)
- Джанкарло Примо (2007)
- Дин Смит (2007)
- Того Ренан Соарес «Канела» (2007)
- Кай Йоу (2009)
- Пит Ньюэлл (2009)
- Педро Феррандис (2009)
- Линдси Гейз (2010)
- Евгений Гомельский (2010)
- Мирко Новосел (2010)
- Джек Донохью (2013)
- Чезаре Рубини (2013)
- Пэт Саммитт (2013)
- Джен Стирлинг (2015)
- Хорхе Уго Канавеси (2016)
- Душан Ивкович (2017)
- Богдан Таньевич (2019)
- Наталия Хейкова (2019)
- Моу Цзоюнь (2019)
- Тара ван Дервир (2020)
- Рубен Маньяно (2020)
- Светислав Пешич (2020)
- Чак Дэйли (2021)
- Том Махер (2021)
- Этторе Мессина (2021)
- Антониу Барбоза (2022)
- Милан Васоевич (2022)
- Джино Оримма (2022)
- Мария Планас (2022)
- Алессандро Гамба (2023)
- Валери Гарнье (2023)
- Дэниел Лоуэлл Петерсон (2024)
- Майк Кшижевски (2025)